# Béchar
Béchar (în arabă بشار‎)  este un oraș  în provincia (wilaya) Béchar, Algeria. Are rol de reședință a provinciei.